# Denis Genreau
Denis Genreau (Parijs, 21 mei 1999) is een Australisch voetballer die als middenvelder voor Toulouse FC speelt.

## Carrière
Denis Genreau werd geboren in Parijs maar verhuisde op jonge leeftijd naar Australië. Hier speelde hij in de jeugd van Melbourne City FC, waar hij sinds 2016 ook enkele wedstrijden in het eerste elftal speelde. In het seizoen 2018/19 wordt hij aan PEC Zwolle verhuurd, waar hij onder zijn oude coach John van 't Schip twaalf wedstrijden speelde. In 2020 vertrok hij naar Macarthur FC, een nieuwe club in de A-League. Hier werd hij een vaste waarde in het team wat uiteindelijk zesde werd in de A-League. In 2021 werd hij voor een half miljoen euro gekocht door het Franse Toulouse FC, waar hij een contract tot medio 2025 tekende.

### Interlandcarrière
In 2018 werd Genreau voor het eerst geselecteerd voor het Australisch voetbalelftal door bondscoach Graham Arnold. Hij zat op de bank bij een met 0-4 gewonnen oefenwedstrijd in en tegen Koeweit, maar debuteerde niet. Pas in 2021 werd hij weer geselecteerd voor het nationale team. Hij maakte zijn interlanddebuut op 7 juni 2021, in de met 5-1 gewonnen WK-kwalificatiewedstrijd tegen Chinees Taipei. Vanaf 2019 maakte Genreau ook deel uit van het onder-23-elftal van Australië, waarmee hij drie wedstrijden speelde in de groepsfase van de Olympische Spelen van 2020, die gespeeld werden in 2021.

## Carrièrestatistieken
| Seizoen                        | Club            | Competitie      | Competitie | Competitie | Beker | Beker | Internationaal | Internationaal | Overig | Overig | Totaal | Totaal |
| Seizoen                        | Club            | Competitie      | Wed.       | Dlp.       | Wed.  | Dlp.  | Wed.           | Dlp.           | Wed.   | Dlp.   | Wed.   | Dlp.   |
| ------------------------------ | --------------- | --------------- | ---------- | ---------- | ----- | ----- | -------------- | -------------- | ------ | ------ | ------ | ------ |
| 2016/17                        | Melbourne City  | A-League        | 4          | 0          | 0     | 0     | 0              | 0              | 0      | 0      | 4      | 0      |
| 2017/18                        | Melbourne City  | A-League        | 1          | 0          | 1     | 1     | 0              | 0              | 0      | 0      | 2      | 1      |
| 2018/19                        | → PEC Zwolle    | Eredivisie      | 10         | 0          | 2     | 0     | 0              | 0              | 0      | 0      | 12     | 0      |
| 2019/20                        | Melbourne City  | A-League        | 6          | 0          | 1     | 0     | 0              | 0              | 0      | 0      | 7      | 0      |
| 2020/21                        | Macarthur FC    | A-League        | 23         | 2          | 0     | 0     | 0              | 0              | 0      | 0      | 23     | 2      |
| 2021/22                        | Toulouse FC     | Ligue 2         | 11         | 0          | 0     | 0     | 0              | 0              | 0      | 0      | 11     | 0      |
| Carrière totaal                | Carrière totaal | Carrière totaal | 55         | 2          | 4     | 1     | 0              | 0              | 0      | 0      | 59     | 3      |
| Bijgewerkt tot 30 oktober 2021 |                 |                 |            |            |       |       |                |                |        |        |        |        |